# Barwādih
Barwādih är en ort i Indien.   Den ligger i distriktet Latehar och delstaten Jharkhand, i den centrala delen av landet, 900 km sydost om huvudstaden New Delhi. Barwādih ligger 290 meter över havet och antalet invånare är 7 401.
Terrängen runt Barwādih är platt. Runt Barwādih är det ganska tätbefolkat, med 134 invånare per kvadratkilometer. Det finns inga andra samhällen i närheten. I omgivningarna runt Barwādih växer huvudsakligen savannskog.